# CK Uni
CK Uni är en cykelklubb i Uppsala med en sektion för mountainbike (MTB) och en sektion för landsvägscykling (LVG). Klubben är medlem i Riksidrottsförbundet och Svenska Cykelförbundet, och som medlem i Upplands Cykelförbund ingår klubben i Svealandsregionen. 
Klubben startades den 6 januari 1908 av sju personer med cykling som gemensamt intresse. De tog då namnet Cykelklubben Union men vid inträdet i Riksidrottsförbundet hade namnet ändrats till nuvarande; CK Uni. Den bästa merit en medlem har är Harry Stenqvist som tog guld i Olympiska sommarspelen 1920.
Klubben har tidigare arrangerat två motionslopp varje år, SATS-Trampet på hösten och St Jude Medical-ronden på våren, båda hade 120 km långbana och flera kortare alternativ, med start och mål i Bälinge, strax norr om Uppsala. Klubben arrangerar också en tempotävling, en tävling i landsvägscykling, och en tävling i mountainbike inom serien Upplandscupen. Träning med ledare sker tisdagar, torsdagar och lördagar med uppdelade grupper efter kapacitet och om motions- eller mer tävlingsfokuserad träning önskas. På vintern sker träningen inomhus på spinningcykel.